# NGC 6343
NGC 6343 је галаксија у сазвежђу Херкул која се налази на NGC листи објеката дубоког неба.
Деклинација објекта је + 41° 3' 10" а ректасцензија 17h 17m 16,2s. Привидна величина (магнитуда) објекта NGC 6343 износи 13,8 а фотографска магнитуда 14,8. NGC 6343 је још познат и под ознакама MCG 7-35-60, CGCG 225-95, PGC 60010.